# دهنو (خانمیرزا)
دهنو، روستایی در دهستان جوانمردی بخش مرکزی شهرستان خانمیرزا در استان چهارمحال و بختیاری ایران است.

## جمعیت
بر پایه سرشماری عمومی نفوس و مسکن در سال ۱۳۹۵، جمعیت این روستا برابر با ۲۷۶ نفر (۷۸ خانوار) بوده‌است.